# Graves ac diuturnae
Graves ac diuturnae es una encíclica del Papa Pío IX publicada el 23 de marzo de 1875 dirigida a los obispos, clero y en general, a los fieles suizos.
El documento trata sobre -como lo denomina el Papa- la difícil situación de la Iglesia católica en Suiza, marcada por la presencia de los llamados "Viejos Católicos", que en palabras del pontífice son «Hijos de las Tinieblas» y por lo tanto, herejes. Adicionalmente, se refiere a las leyes que afectan a los derechos y libertades de la Iglesia, y más específicamente a la libertad de culto instalada en la Constitución Federal Suiza de 1874 (Artículo N.º 49).